# Katedrála svatého Martina (Lucca)

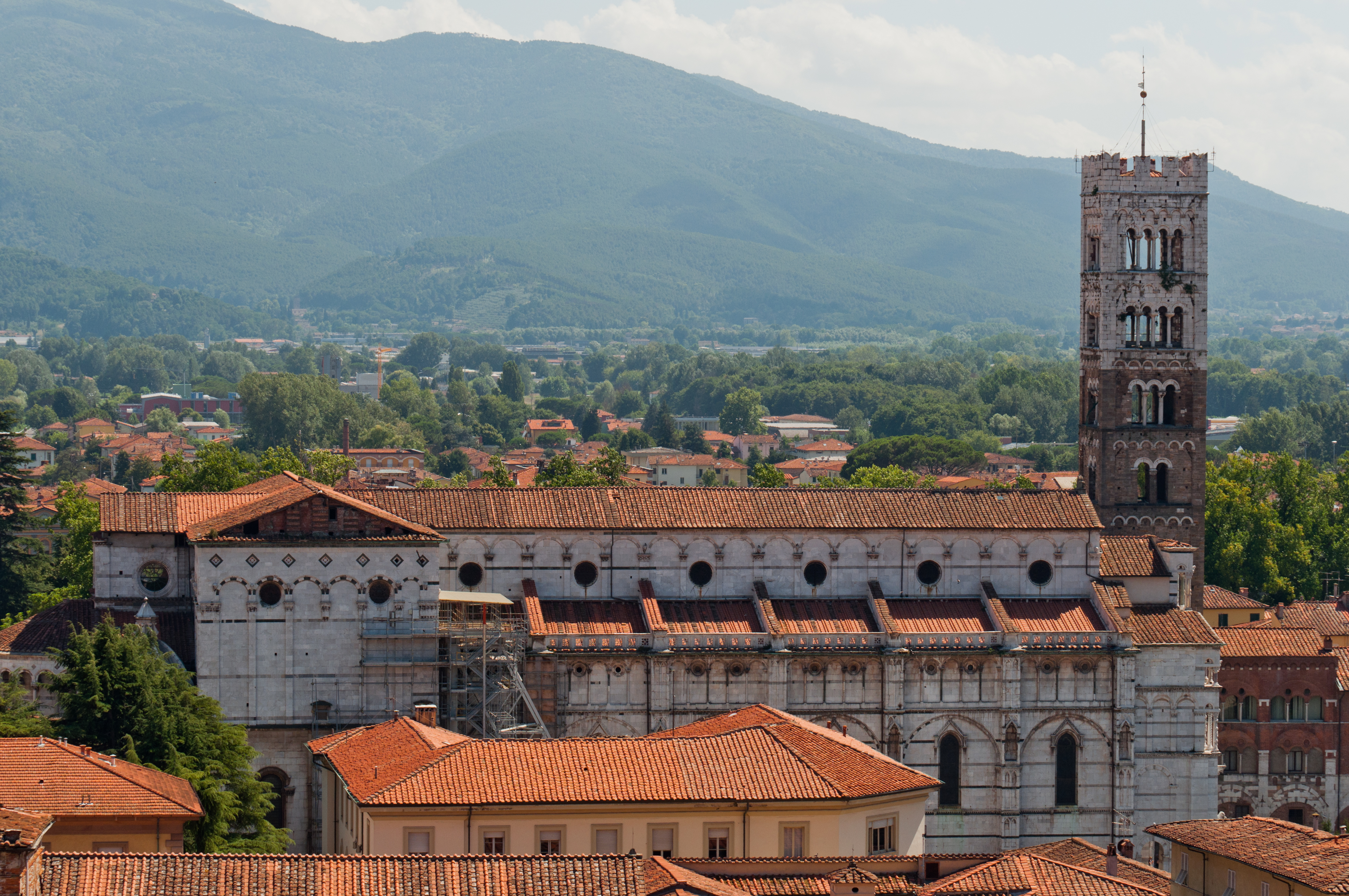
Pohled z Torre Guinigi

Katedrála svatého Martina (Cattedrale di San Martino) je katedrála arcidiecéze Lucca v Lucce (region Toskánsko v Itálii). Nachází se na náměstí v těsné blízkosti jižní městské hradby, kde podle tradice nejstarší katedrálu vybudoval sv. Frediano již v 6. století. Dnešní vzhled chrámu pochází z přelomu 12. a 13. století (1196-1204).

## Stavba
Trojlodní chrám má dvoulodní transept. Empory lodi nejsou osvětleny.
Fasáda patří k nejstarším částem současné stavby (stavitel: Guidetto da Como). Kostely se obvykle staví od východu na západ a fasáda bývá jednou z posledních budovaných částí. Zdejší byla postavena již na začátku 13. století a vybavena řadou arkád, která stojí jako dekorace před skutečnou fasádní stěnou (inspirace katedrálou v Pise). Může to být jeden z prvních pokusů dále rozvinout pisánský model. Fasáda a vstupní síň jsou samostatné komponenty, které jsou stále viditelně odděleny od budovy kostela za nimi. Vstupní síň byla sochařsky vyzdobena v letech 1233-57.
Lucca se svým fasádním designem vydala svým vlastním směrem a proměnila kostelní fasádu na výkladní skříň chrámu, která může být vyšší než budova schovaná za ní.
Zvláštní důraz byl kladen na záměrně nejednotný design sloupů. Pravý rohový sloup horní fasády je tzv. Uzlový sloup. Takový sloup měl ve středověku apotropní význam, měl magickou moc odvrátit zlo. Uzel na dvojitém sloupu uprostřed byl považován za magický symbol.
Na sloupech a stěnách je mnoho jemné výzdoby, jejíž motivy pravděpodobně pocházejí z umění tkalců tapiserií.
Struktura fasády byla znovu převzata v chórové části katedrály. I zde je tendence, byť snad ne tak krásná a orientálně působící jako v Pise, obložit celou budovou otevřenými oblouky.

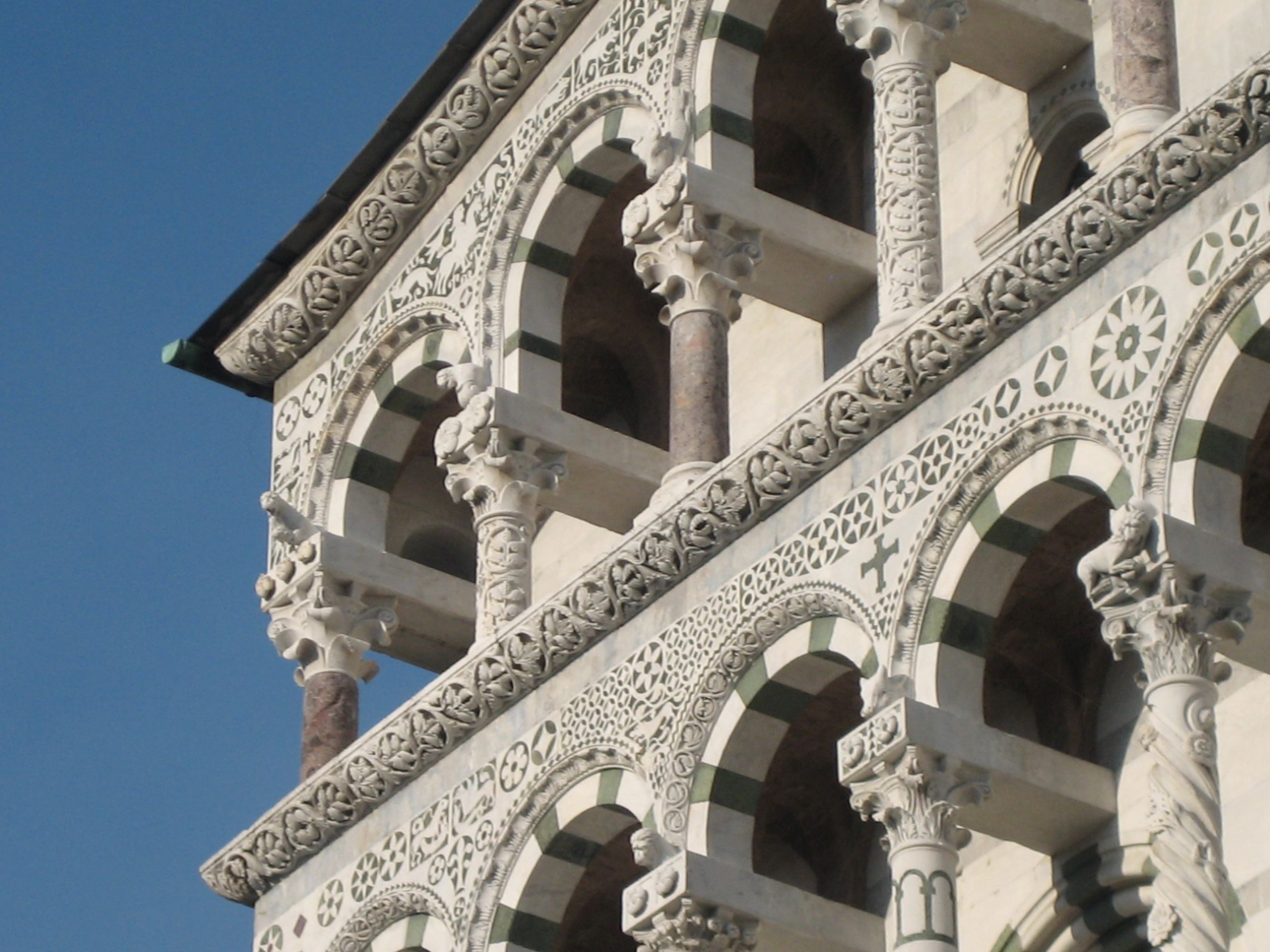
Detail fasády
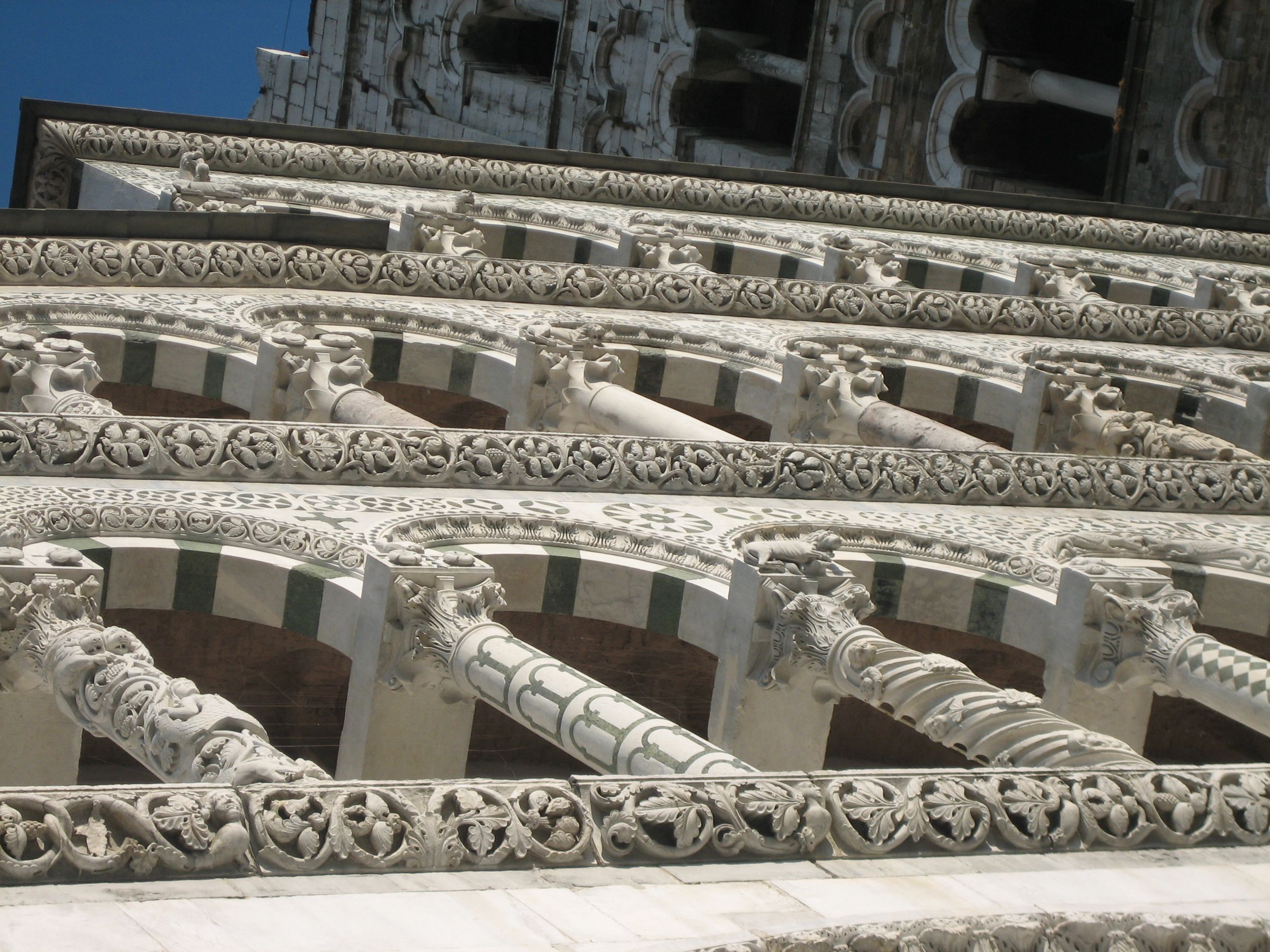
Detail fasády
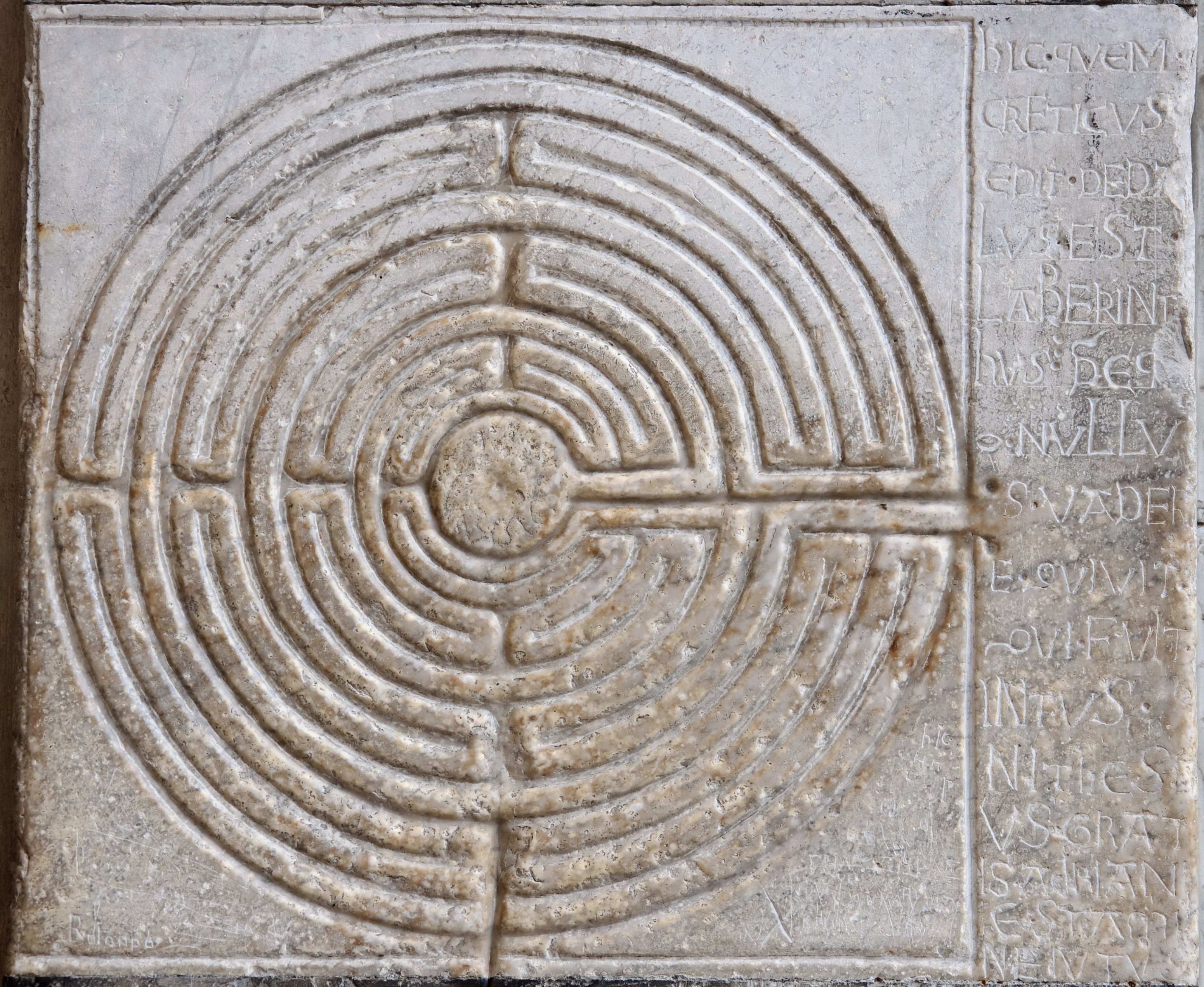
Labyrint, průměr 50 cm
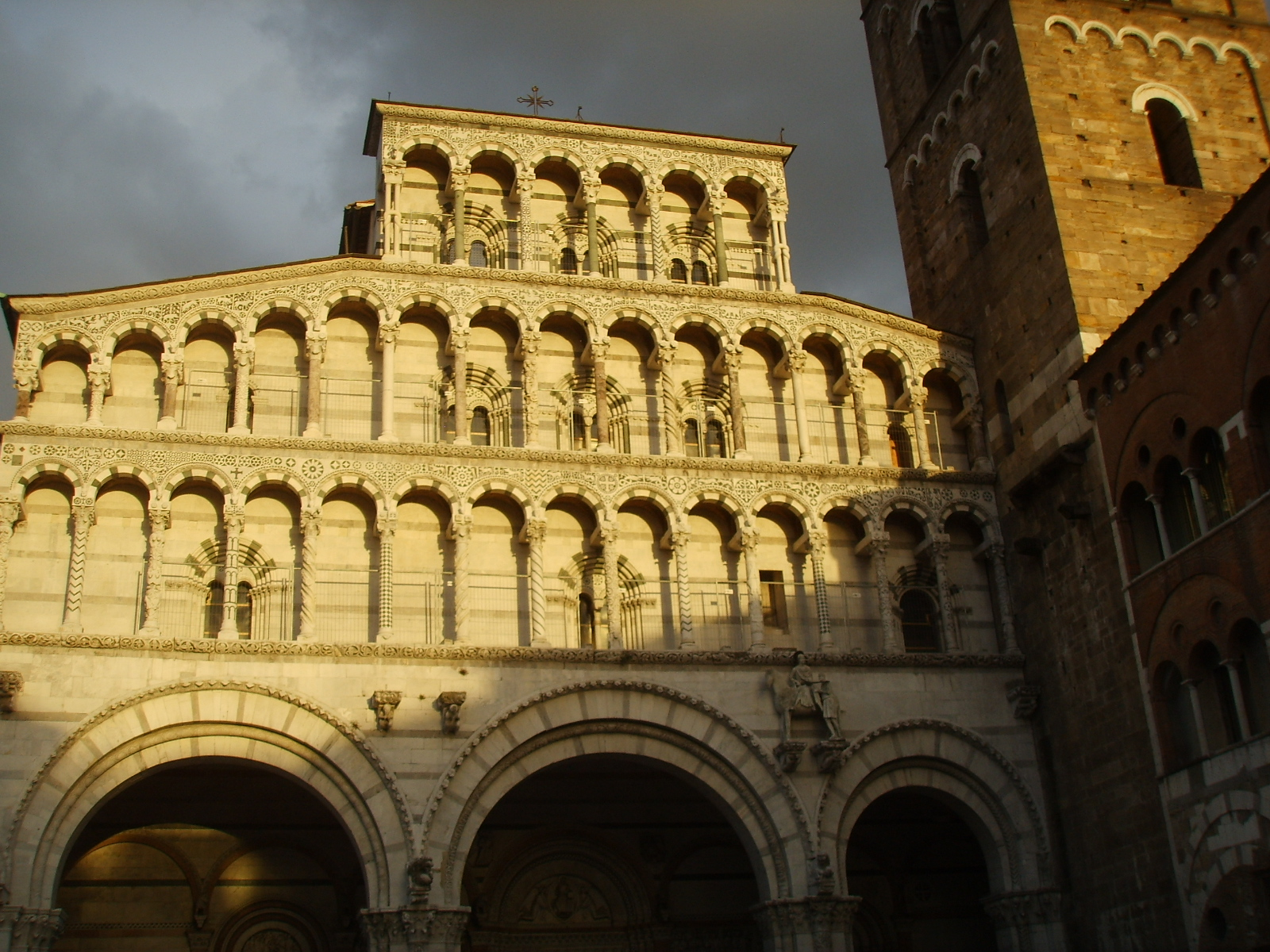
Západní fasáda

## Interiér

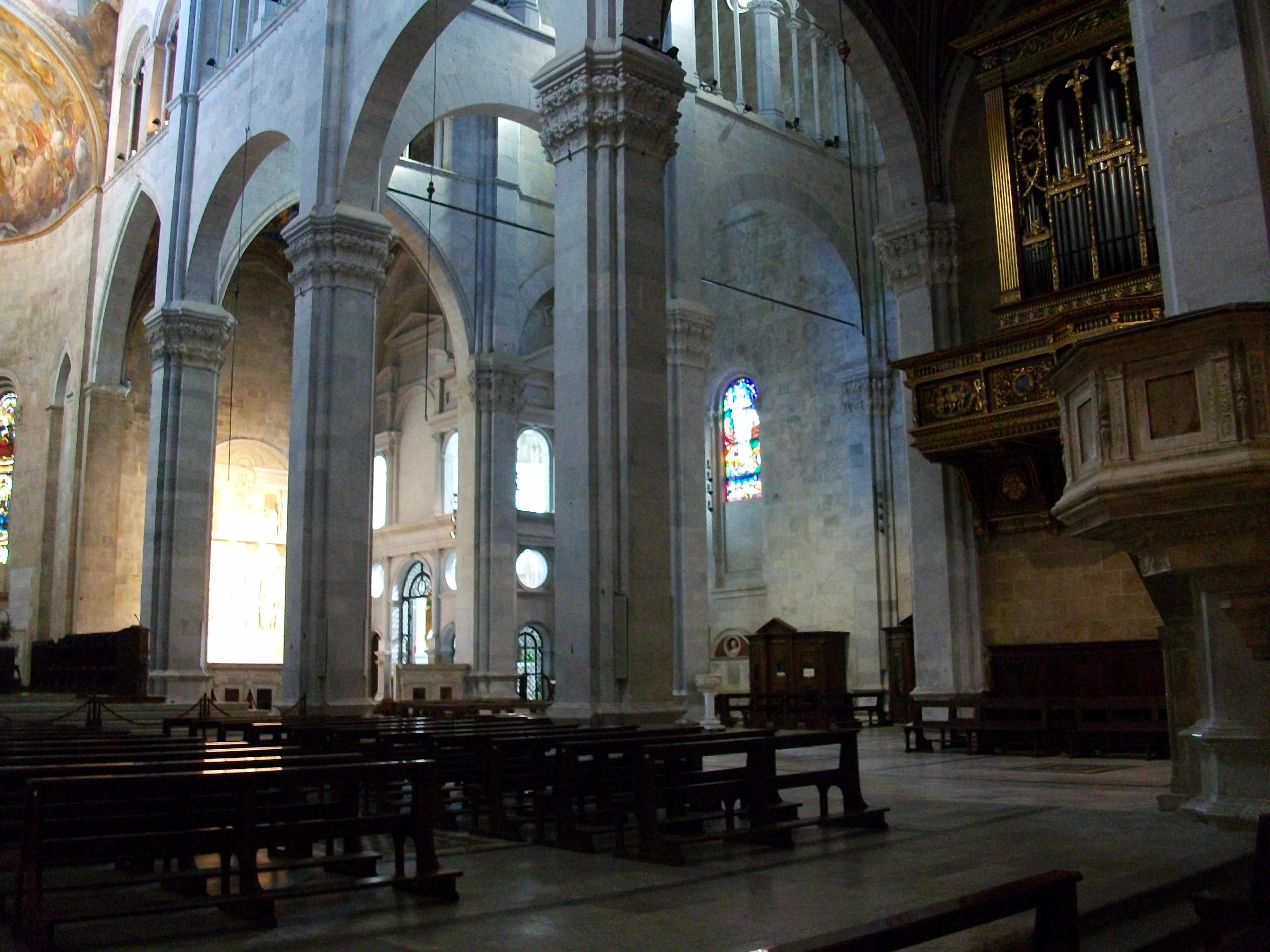
Boční loď a transept s varhanní emporou

V interiéru je obzvláště pozoruhodný sarkofág Ilarie del Carretto od Jacopa della Quercia (1374–1438) z období kolem roku 1406.
Ve vstupním prostoru západní vstupní haly je basreliéfní labyrint, vytesaný do zdi. Jeho linie jsou identické s labyrintem v katedrále v Chartres a vznikl na konci 12. nebo začátkem 13. století.
Oltářní obraz třetího bočního oltáře vpravo je od Jacopa Tintoretta; znázorňuje Poslední večeři a vznikl před rokem 1550.

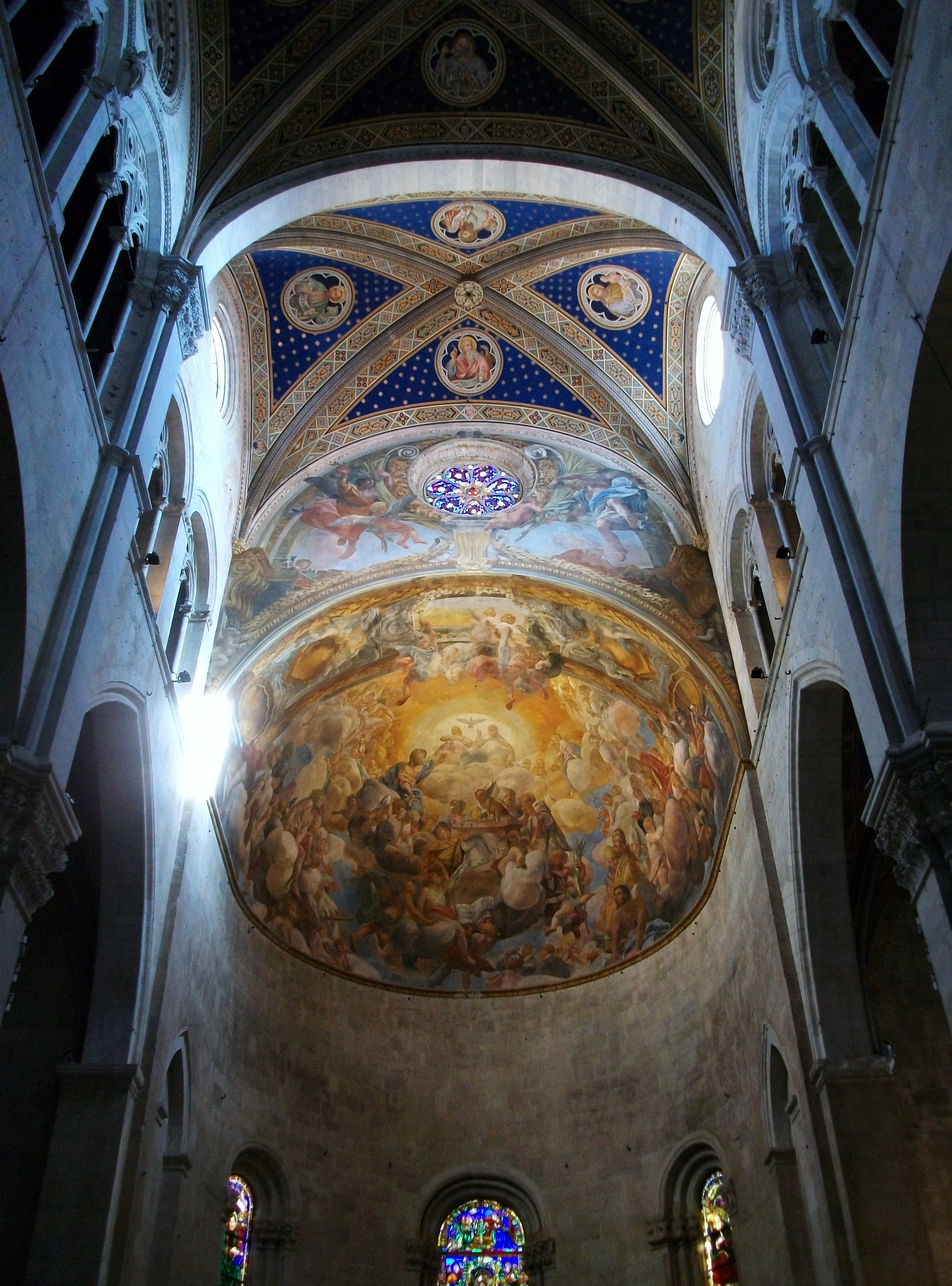
Kněžiště
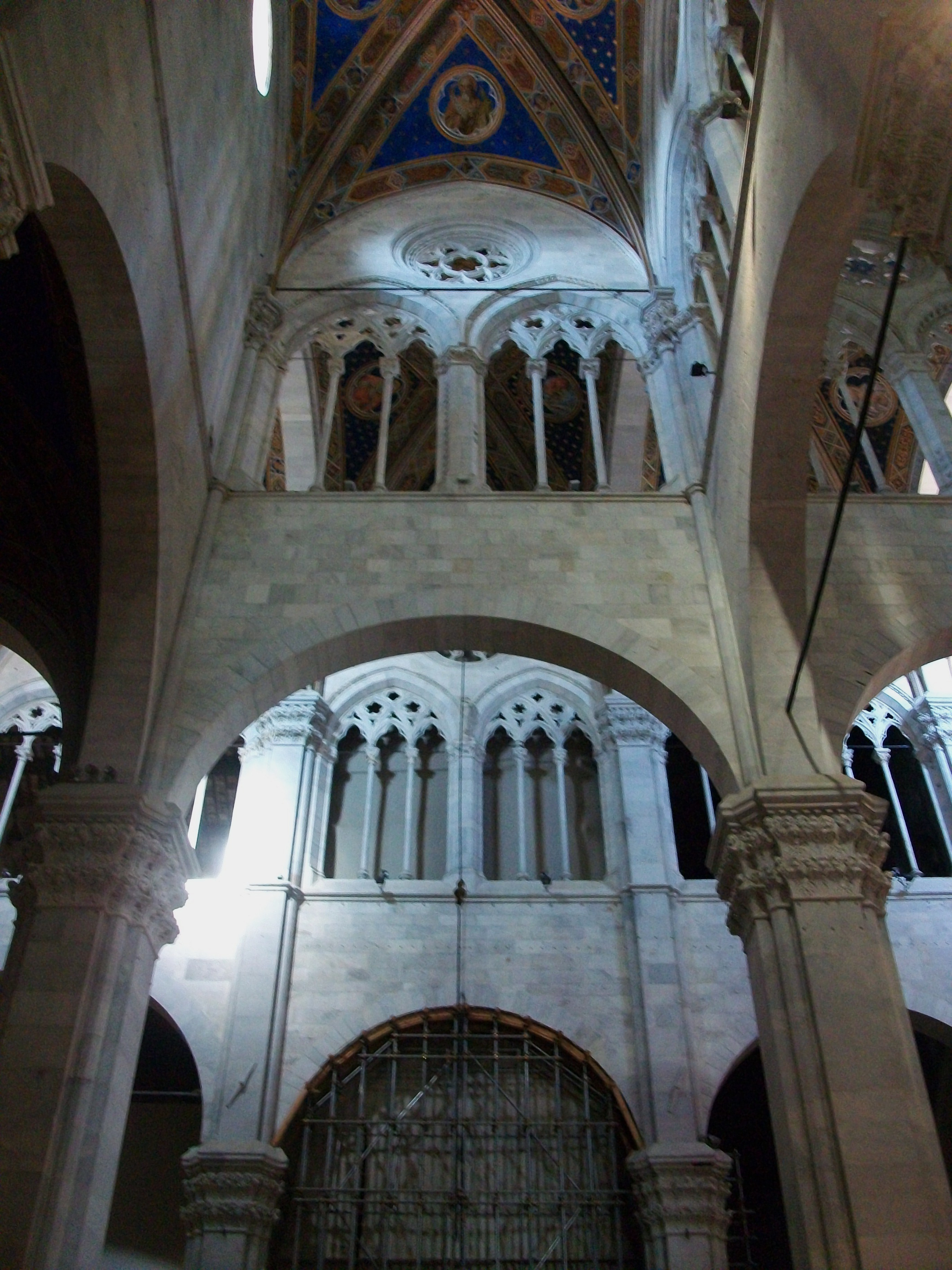
Klenba
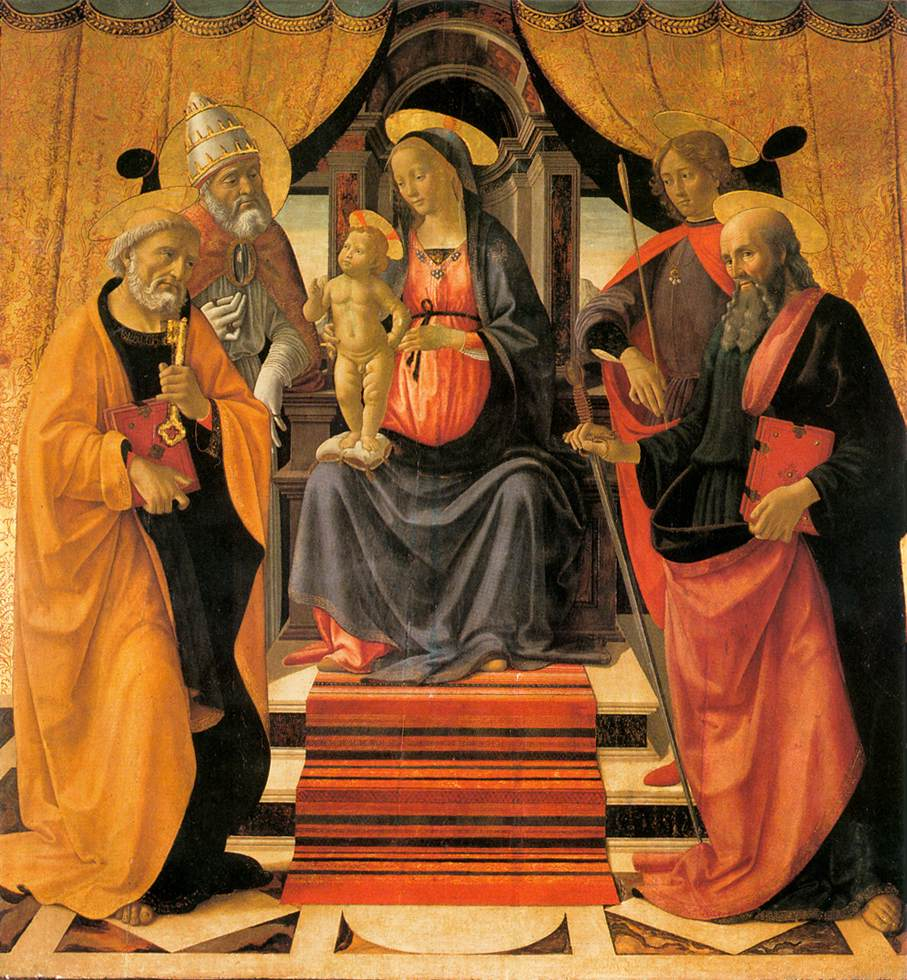
Obraz (kolem 1479)
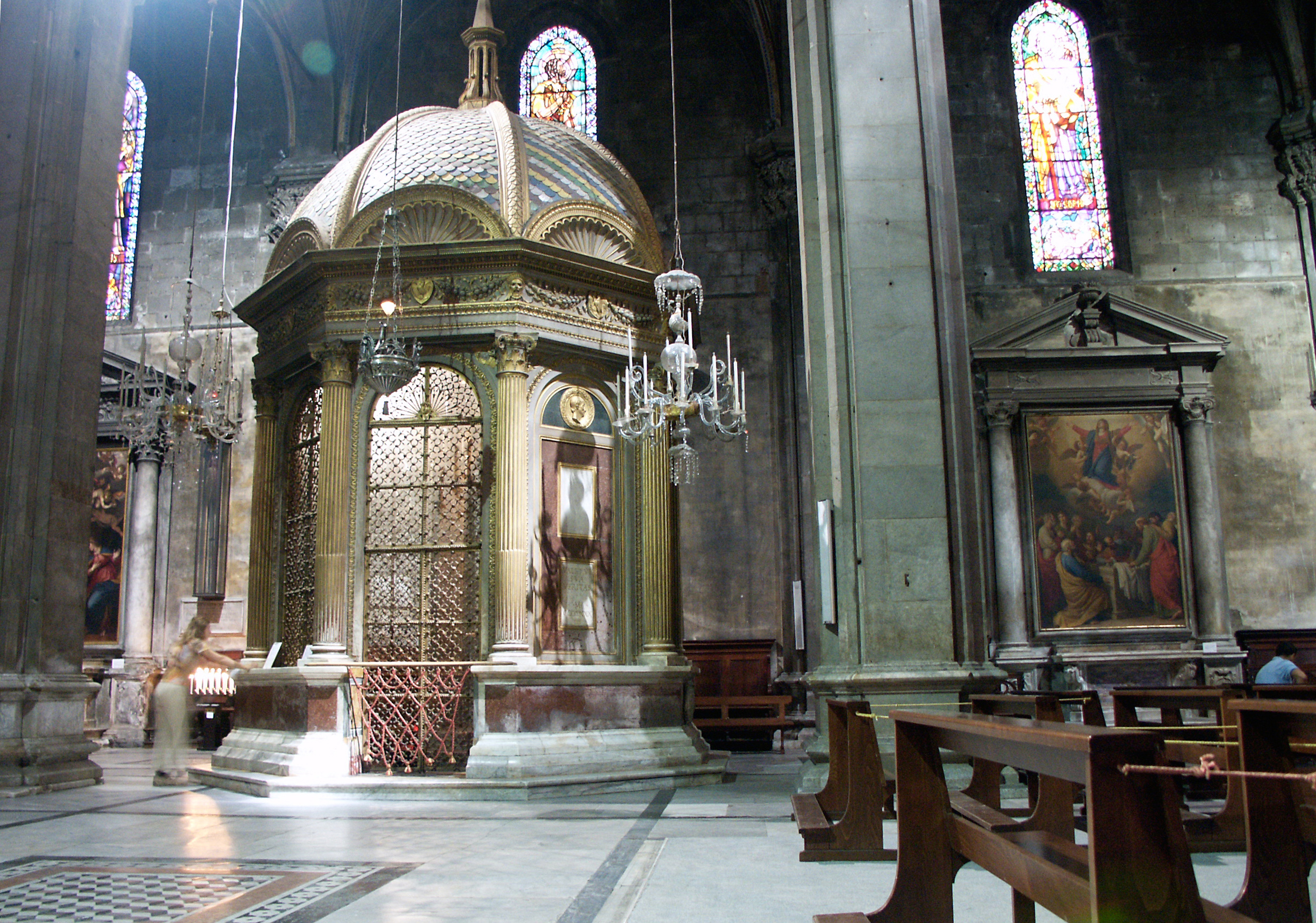
Svatostánek (Tempietto) s krucifixem zvaným Volto Santo
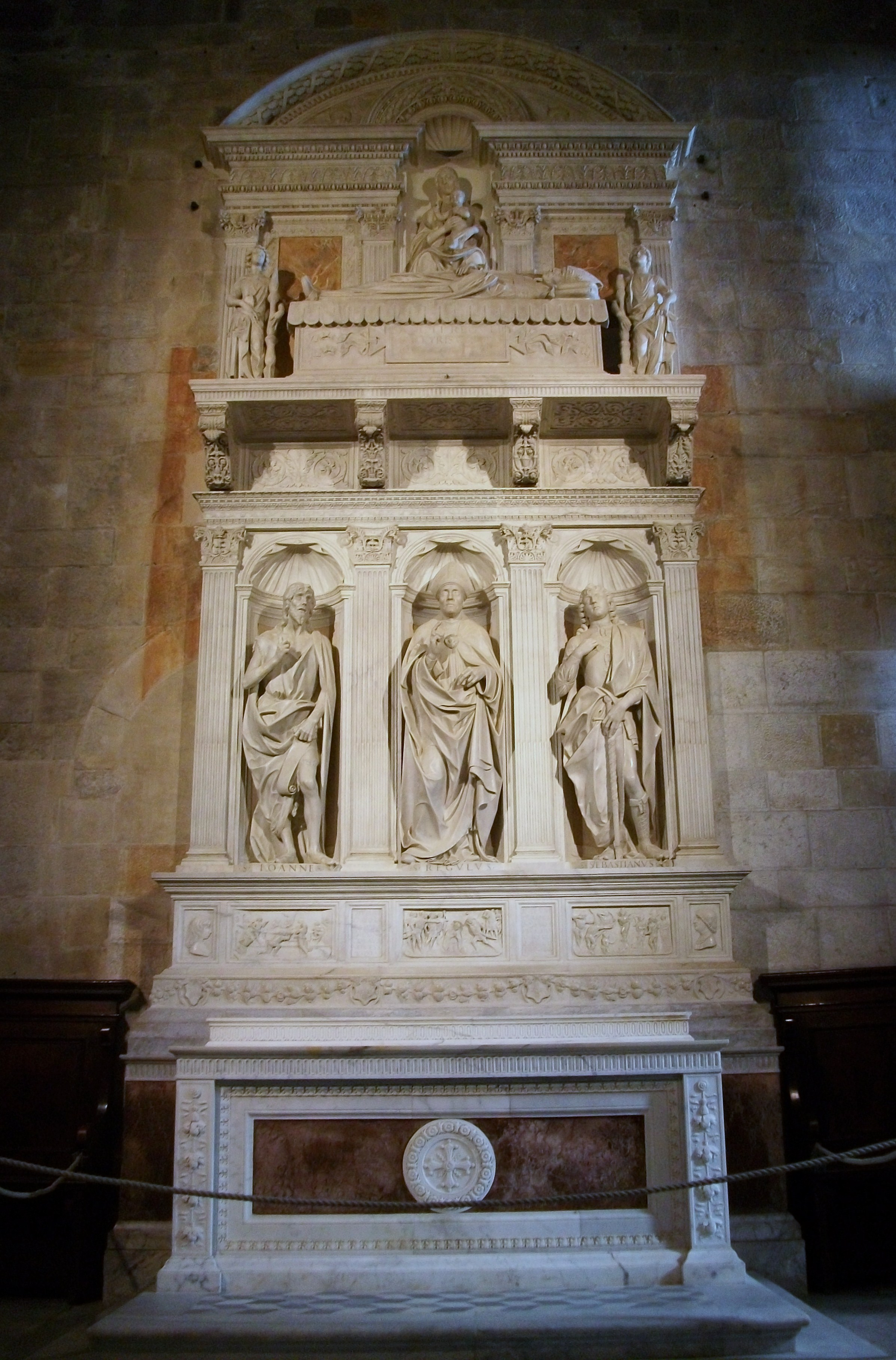
Oltář sv. Regola
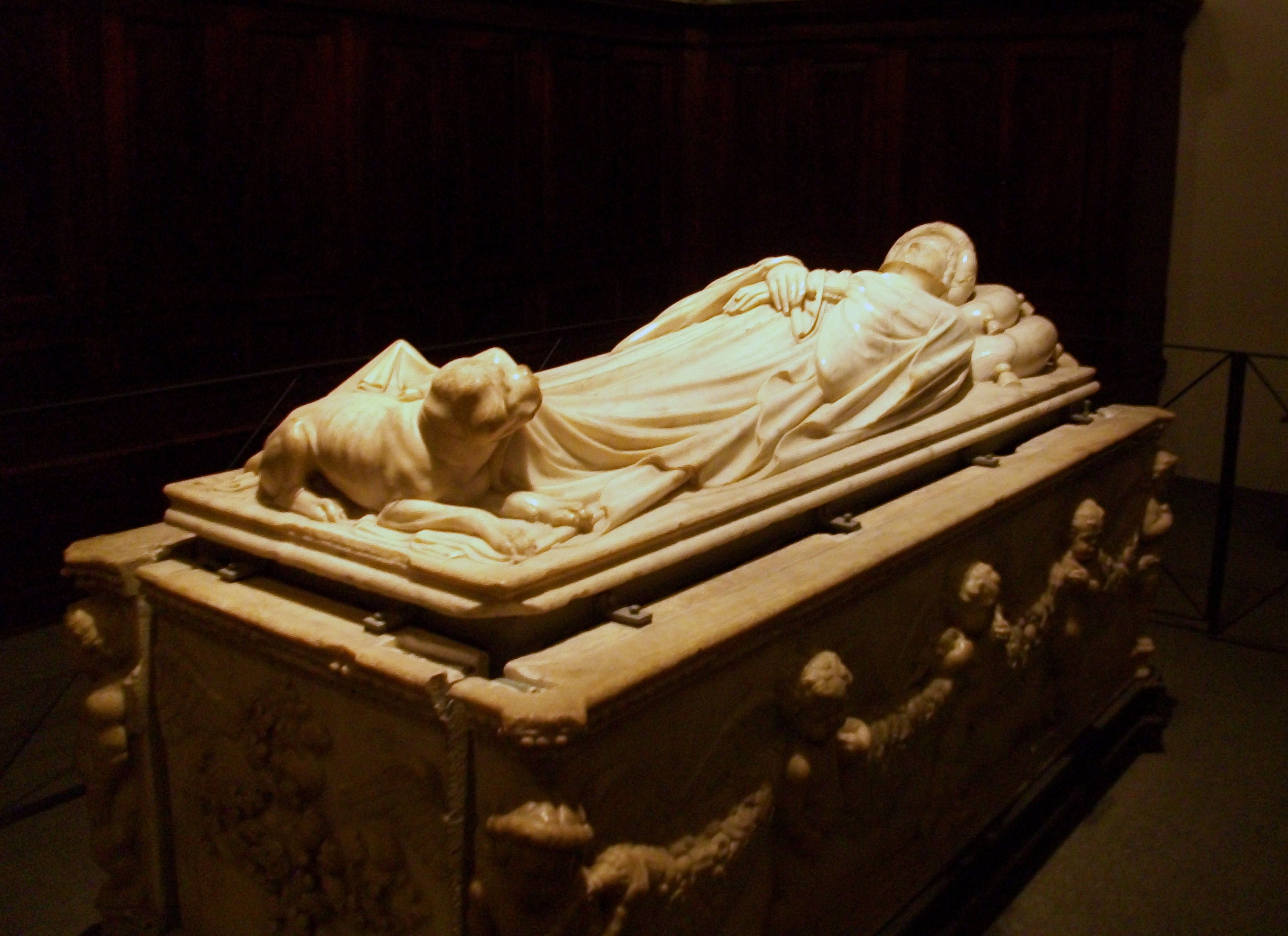
Sarkofág Ilarie del Carretto
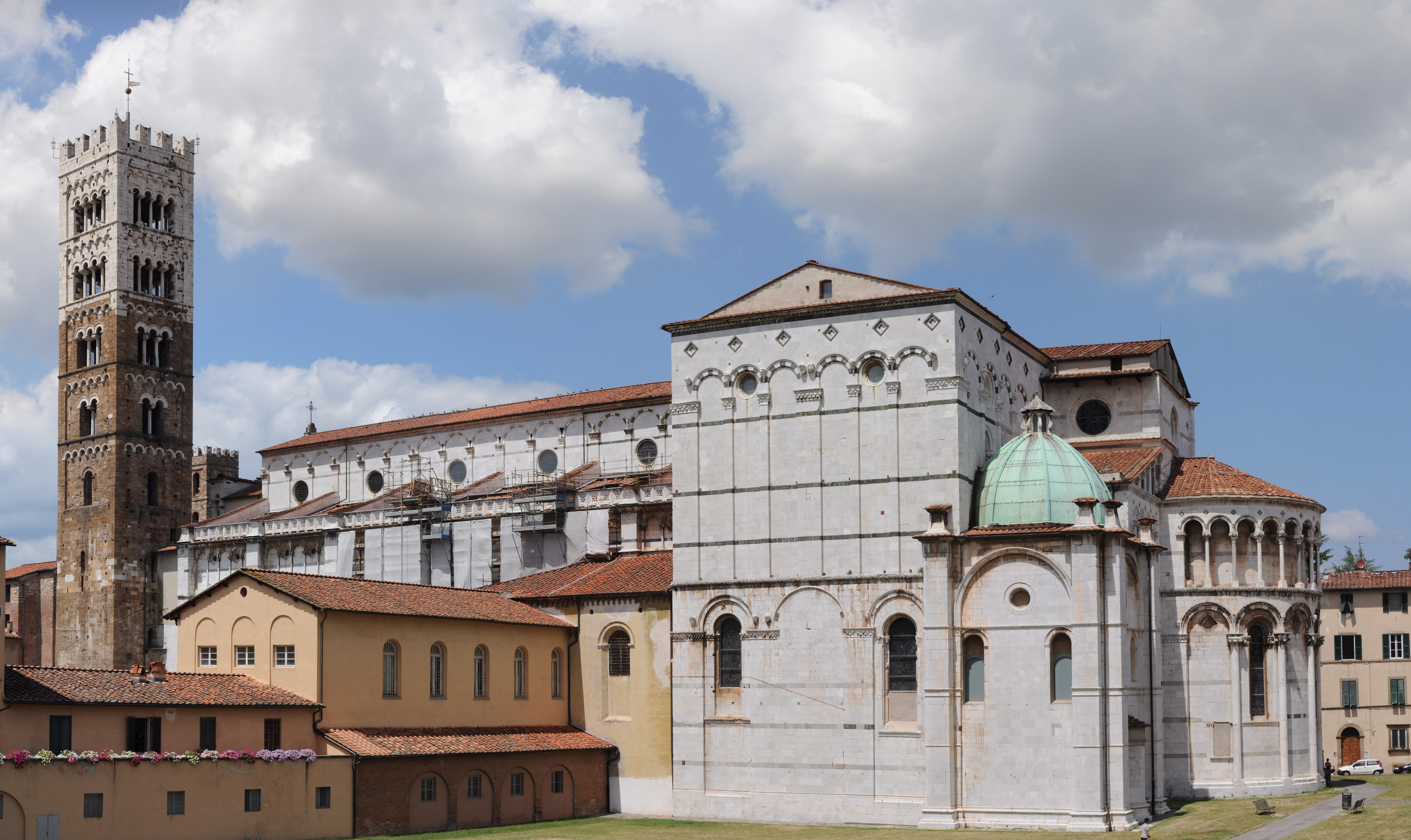
Pohled z městské hradby
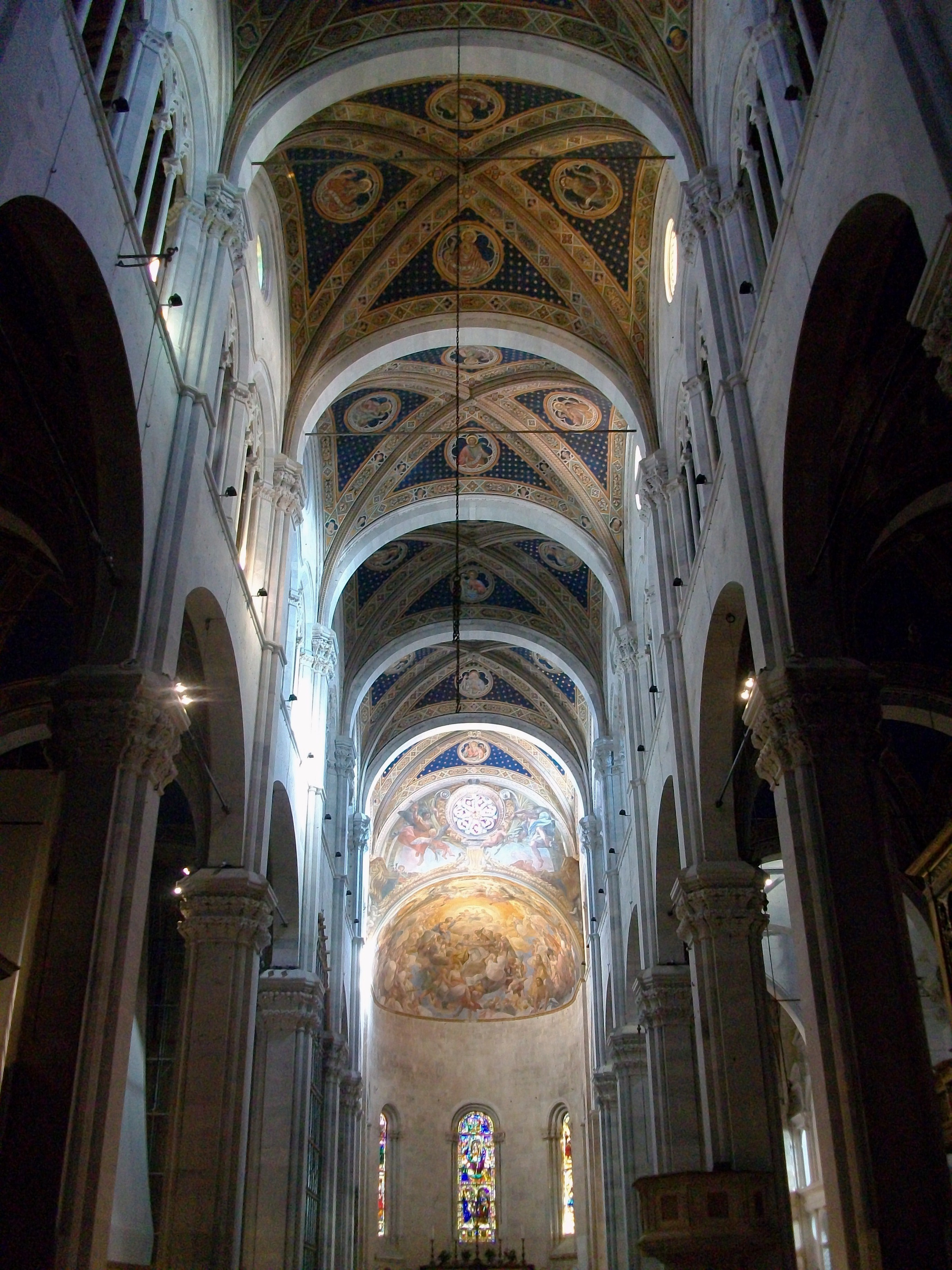
Centrální loď

## Varhany
Varhany byly postaveny v roce 1955 společností Mascioni. Nástroj má 48 rejstříků, tři manuály a pedál. Ovládání je elektrické. Jednotlivé sekce píšťal jsou rozmístěny po katedrále: za hlavním oltářem je „Chorální positiv“ s přidruženými pedálovými registry. Grand'Organo, Organo Espressivo a pedálové píšťaly jsou umístěny ve dvou renesančních skříních, umístěných na malých tribunách v každé boční lodi v bezprostřední blízkosti transeptu. Nástroj lze ovládat pomocí mobilní klaviatury.